# Під Гарбузи
Під Гарбузи - депресія рельєфу типового північнопричорноморського характеру — під.Розташований поряд з селом Степне Нижньосірогозької селищної ради Херсонщини. Площа поду станом на 2019 рік складала 152,02 га. Під Гарбузи розташований в 10 км від найбільшого поду Великого Агайманського поду.
|

## Опис і важливість збереження території
Сайт Під Гарбузи розроблений у зв’язку з рішенням Міжнародних біогеографічних семінарів 16-17
червня 2019 року у м. Мінськ, Білорусь, та 23-24 травня 2018 року у м. Київ, Україна,
згідно з якими види гадюка степова (Vipera ursinii), турун угорський (Carabus hungaricus), кібчик червононогий (Falco vespertinus), сорокопуд чорнолобий (Lanius minor) отримали статус «IN MOD». Згідно з рішеннями вищезазначених семінарів наступні оселища отримали відповідні статуси: X36, E1.2 – «IN MOD». 
Вищезазначеним видам та оселищам надано статус відповідно до стану їх збереження в межах біогеографічного регіону, в якому розташовано сайт.
Під Гарбузи належить до групи «малих» подів. Під характеризується пологими схилами та плоским днищем. Збереглося до наших днів днище поду (схили розорані).
При сильних повенях під затоплюється – тимчасові солонуваті водойми можуть займати площу до 100 га. Вищі ділянки поду у сухі періоди репрезентує оселище E1.2.
Домінуючим типом є оселище Х36 (нещодавно включене до Резолюції 4 Бернської конвенції) зі своєрідною флорою і фауною. Сайт розроблений у зв’язку з рішенням Міжнародних біогеографічних семінарів 16-17 червня 2019 року у м. Мінськ, Білорусь, та 23-24 травня 2018 року у м. Київ, Україна, згідно з якими види гадюка степова (Vipera ursinii) , турун угорський (Carabus hungaricus), кібчик червононогий (Falco vespertinus), сорокопуд чорнолобий (Lanius minor) отримали статус «IN MOD». Відповідно до рішень вищезазначених семінарів наступні оселища отримали відповідні статуси: X36, E1.2 – «IN MOD». Указаним видам та оселищам надано статус відповідно до стану їх збереження в межах біогеографічного регіону, в
якому розташований сайт. Територія є важливою для збереження самобутніх подових урочищ з ендемічною флорою (зокрема, локальних дніпровсько-молочанських
ендеміків залізняк скіфський (Phlomis scythica) і тюльпан скіфський (Tulipa scythica). Також під Гарбузи є єдиним підтвердженим сучасними даними місцезростанням рябчик малий (Fritillaria meleagroides) на території Херсонської області.